# Gerrit Achterberg
Gerrit Achterberg (Wijk bij Duurstede, Países Baixos, 20 de maio de 1905 —  Leusden, 17 de janeiro de 1962) foi um poeta neerlandês.